# Chouto (Einheit)
Der Chouto war ein altes Volumenmaß für trockene Waren (Getreide, Reis und Salz) in Portugal und Ostindien.
- 1 Chouto = 12,33 Liter
- 800 Choutos = 20 Candils = 400 Curos = 1 Cumbo = 9866 2/3 Liter